# Diocèse d'Adria-Rovigo
Le diocèse d'Adria-Rovigo (en latin : Dioecesis Adriensis-Rhodigiensis ; en italien : Diocesi di Adria-Rovigo) est un diocèse de l'Église catholique en Italie, suffragant du patriarcat de Venise et appartenant à la région ecclésiastique du Triveneto.

## Territoire
Il est situé dans la province de Rovigo, l'autre partie de cette province étant gérée par les diocèses de Vérone et Chioggia. Le diocèse a une superficie de 1 193 km2 avec 109 paroisses regroupées en 13 archidiaconés. L'évêché est à Rovigo avec la cocathédrale Saint-Étienne-Pape-et-Martyr. À Adria, se trouve la cathédrale des Saints-Pierre-et-Paul.

## Histoire
Il n'est pas possible de déterminer la date de fondation du diocèse d'Adria. La tradition donne comme fondateur saint Apollinaire, évêque de Ravenne, mais même si l'influence de Ravenne sur le diocèse d'Adria est certaine, aucun document ne confirme cette tradition. Les actes du concile de Latran de 649 organisé par le pape Martin Ier, sont le premier document certain dans lequel le diocèse d'Adria est mentionné.
Dans l'inscription placée sur les fonts baptismaux de Santa Maria della Tomba à Adria, datant du VIIe siècle ou VIIIe siècle, il y a le nom du deuxième évêque, Bono, tandis que dans le baptistère de San Giovanni il y avait une inscription, maintenant placée sur l'architrave de la porte gauche de la façade de Santa Maria della Tomba, dans laquelle est nommé le troisième évêque, Jean Ier. À partir de ce moment, les documents des évêques et du diocèse d'Adria sont basées sur des documents fiables.
Le 14 mars 863, le pape Nicolas III, par un décret qu'il donne à l'évêque Leone, ajoute le pouvoir temporel à la juridiction spirituelle sur le diocèse, déclenchant ce que certains historiens appellent le fief épiscopal. Des pouvoirs sont initialement accordés sur le comté de Gavello, puis sur d'autres terres. En 920, l'évêque Paolo quitta Adria en raison de la pression des populations barbares du nord et des inondations continues et se déplace vers Rovigo. Par un bref, le pape Jean X lui accorde une terre comme fief.
Vers 1200, avec l'avènement de la maison d'Este, le diocèse perd ses dernières possessions temporelles. Après la famille Este, la maison de Carrare puis les Vénitiens, les Français et les Autrichiens se succèdent progressivement avant l'annexion à l'Italie. En 1776, l'évêque Arnaldo Speroni degli Alvarotti commence la construction de la nouvelle cathédrale et fait construire le nouveau séminaire diocésain à Rovigo en 1779.
Le 7 septembre 1792, après la suppression de l'abbaye territoriale de Vangadizza (it), le sénat vénitien agrège au diocèse 12 paroisses situées dans les communes actuelles de Giacciano con Baruchella, Badia Polesine, Lendinara, San Martino di Venezze, Rovigo et Fratta Polesine. Par les bulles De salute dominici gregis du 1er mai 1818 et Cum non gravibus du 9 mars 1819, Le pape Pie VII modifie à nouveau le territoire diocésain. Les paroisses de Crespino et Sant'Apollinare (frazione de Rovigo) passent de la juridiction de l'archidiocèse de Ravenne à celle d'Adria. Le diocèse d'Adria cède à l'archidiocèse de Ferrare les communes ou frazione de Cornacervina, Rero con Finale, Guarda Ferrarese, Ro, Ruina, Zocca, Serravalle et Mesola ; en contrepartie Ferrare donne à Adria les communes ou frazione de Melara, Bergantino, Bariano con San Pietro, Massa Superiore, Ceneselli, Calto, Ficarolo, Gaiba, Stienta, Gurzone, Santa Maria Maddalena, Canaro, Fiesso, Trecenta, Pissatola, Sariano, Salara, Bagnolo, Zelo, Occhiobello et Barbona. Après ces changements, le diocèse compte 150 000 habitants et 78 paroisses.
Dès le début, Adria est suffragant de l'archidiocèse de Ravenne ; en 1803, à la demande du gouvernement napoléonien, il est rattaché au nouveau siège métropolitain de Ferrare jusqu'en 1818, date à laquelle il devient suffragant du patriarcat de Venise. Le 7 juillet 1909, par le décret Ea semper fuit de la congrégation des Évêques, l'évêché est transféré d'Adria à Rovigo. À la suite de ce transfert, les habitants d'Adria agresse l'évêque Tommaso Pio Boggiani et un interdit de quinze jours est lancée contre la ville d'Adria. Le 30 septembre 1986, le diocèse prend son nom actuel en vertu du décret Cum Proceeding oporteret de la congrégation pour les évêques et la cathédrale de Rovigo est élevée à la dignité de cocathédrale.

## Sources
- Catholic-Hierarchy

### Articles liés
- Liste des diocèses et archidiocèses d'Italie
- Église catholique en Italie